# Cry Wolf (série télévisée)
Cry Wolf (en danois : Ulven kommer) est une série dramatique de huit épisodes diffusée sur DR1  le 11 octobre 2020 et  créée par Maja Jul Larsen.

## Synopsis
Holly, 14 ans, écrit un essai sur les violences domestiques qu'elle a subies de la part de son beau-père. Lars, un travailleur social, décide de la placer, elle et son frère, dans une famille d'accueil. Cependant, les deux parents nient toutes les allégations... L'assistant social n'a que quelques semaines pour découvrir qui dit la vérité.

## Distribution
- Bjarne Henriksen (VFB : Martin Spinhayer) : Lars
- Flora Ofelia Hofmann Lindahl (da) (VFB : Marie Braam) : Holly
- Peter Plaugborg (VFB : Pierre Lognay) : Simon, le beau-père de Holly
- Christine Albeck Børge (da) (VFB : Sophie Landresse) : Dea, mère de  Holly
- Noah Storm Otto (VFB : Leny De Luca) : Theo
- Line Kruse (VFB : Alexia Depicker) : Karen
- Christoffer Svane (da) : Peter, le père de Holly
- Rasmus Hammerich (da) (VFB : Jean-François Rossion) : Brenning
- Laura Skjoldborg : Majken
- Lila Nobel Mehabil (VFB : Fanny Dreiss) : Mona
- Christine Exner (da) : Katja
- Justin Geertsen (da) : Jonatan
- Lone Rødbroe (VFB : Célia Torrens) : Dorte
- Henning Valin Jakobsen (da) : Rasmus

## Prix
- Le prix Robert
  - Le prix Robert pour la série TV de cette année
  - Le prix Robert du premier rôle masculin de l'année - série télévisée à Bjarne Henriksen
  - Le prix Robert du rôle principal féminin de l'année - série télévisée à Flora Ofelia Hofmann Lindahl
  - Le prix Robert de l'acteur de soutien masculin de l'année - série télévisée à Peter Plaugborg
  - Le prix Robert de l'actrice de soutien de l'année - série télévisée à Christine Albeck Børge[3]